# Gereh
Gereh, andere Namen oder Schreibweisen sind Girre, Gireh und Ghire, war ein persisches Längenmaß. Grundlage war die persische Elle Zar, auch Gäz oder Zirā  (auch ein türkisches Längenmaß) bezeichnet, mit 32 Bahr oder 1,04 Meter.
- 1 Gereh = 1/16 Zar = 2 Bahr = 6,5 Zentimeter; deutsch: „Knoten“[2]
  - 1 Bahr = 3,25 Zentimeter